# زربین ۸۶۵۶
سیارک ۸۶۵۶ (به انگلیسی: 8656 Cupressus، نامگذاری:1990QY8) هشت هزار و ششصد و پنجاه و ششمین سیارک کشف شده‌است که در ۱۶ اوت ۱۹۹۰ کشف شد.
قدر مطلق سیارک برابر ۱۳٫۴۰ است.